# Gregorio Nicanor Peña Rodríguez
Gregorio Nicanor Peña Rodríguez (ur. 12 marca 1942 w Baitoa) – dominikański duchowny rzymskokatolicki, w latach 2004-2020 biskup Nuestra Señora de la Altagracia en Higüey.

## Życiorys
Święcenia kapłańskie otrzymał 22 czerwca 1968 i został inkardynowany do archidiecezji Santiago de los Caballeros. Był m.in. wikariuszem biskupim ds. duszpasterskich, diecezjalnym duszpasterszem kilku ruchów katolickich, a także wykładowcą uniwersytetu Madre e Maestra.
16 grudnia 1996 ogłoszono jego nominację na biskupa Puerto Plata. Sakry biskupiej udzielił mu 25 stycznia 1997 abp Juan Antonio Flores Santana.
24 czerwca 2004 został mianowany biskupem diecezji Nuestra Señora de la Altagracia en Higüey. Ingres odbył się 21 sierpnia 2004.
W latach 2014–2017 pełnił funkcję przewodniczącego Konferencji Episkopatu Dominikany.